# القبلي قمولا
قرية القبلي قمولا هي إحدى القرى التابعة لمركز القرنة في محافظة الأقصر في جمهورية مصر العربية. حسب إحصاءات سنة 2006، بلغ إجمالي السكان في القبلي قمولا 13875 نسمة، منهم 7151 رجل و6724 امرأة.